# Халайджян Роберт Андрійович
Роберт Андрійович Халайджян (25 червня 1958) — радянський футболіст, нападник. Чемпіон світу серед молоді (1977).

## Клубна кар'єра
Першим клубом став «Арарат», у складі якого дебютував у 17-річному віці. У сезоні 1976 року забив за команду 4 голи — по два у весняному та осінньому чемпіонаті. У наступних сезонах відзначитись не зумів і влітку 1978 року перейшов у «Котайк». Усього на рахунку Халайджяна 39 матчів у чемпіонаті СРСР.
У складі «Котайка» грав до 1983 року, надалі виступав за інші клуби Вірменської РСР — «Спартак» Октемберян та «Лорі» Кіровакан.

## У збірній
У 1977 році брав участь у фінальному турнірі чемпіонату світу серед молоді у складі збірної СРСР та став його переможцем. На турнірі зіграв 2 матчі.